# MSV Duisbourg (féminines)
Maillots
Le MSV Duisbourg (féminines) est la section féminine du MSV Duisbourg, un club situé à Duisbourg (land de Rhénanie-du-Nord-Westphalie) en Allemagne. Elle a été fondée en janvier 2014 comme un remplacement du club FCR 2001 Duisbourg.

## Histoire
- 1977 Création de la section féminine dans le club de FC Rumeln-Kaldenhausen.
- 1998 Changement de nom : FCR Duisburg.
- 2001 La section féminine devient un club indépendant et se nomme FCR Duisburg 2001.
- 2014 Faillite du club, la première équipe féminine est reprise par le MSV Duisburg, le club descend en fin de saison 2014/2015 en deuxième division.
- 2017 Retour en Bundesliga
- 2024 Relégation en deuxième division, le club décide de ne pas participer à la 2e division et se voit refuser la participation au troisième niveau. Lors de la saison 2024-25 le club ne participe à aucun championnat. Une reprise  est envisagée en 2025-26 au quatrième niveau.

## Palmarès du FCR
- Ligue des champions (1) : 
  - Vainqueur : 2009

- Championnat d'Allemagne (1) : 
  - Champion : 2000

- Coupe d'Allemagne (2) : 
  - Vainqueur : 1998, 2009, 2010

- Championnat d'Allemagne D2 (1) : 
  - Champion : 2016

## Structure
MSV Duisbourg (féminines) est composé de 3 équipes: l'équipe première, l'équipe réserve évoluant en NiederRheinLiga (quatrième division allemande).

## Grande joueuse
Inka Grings 326 matchs, 439 buts

## Stade

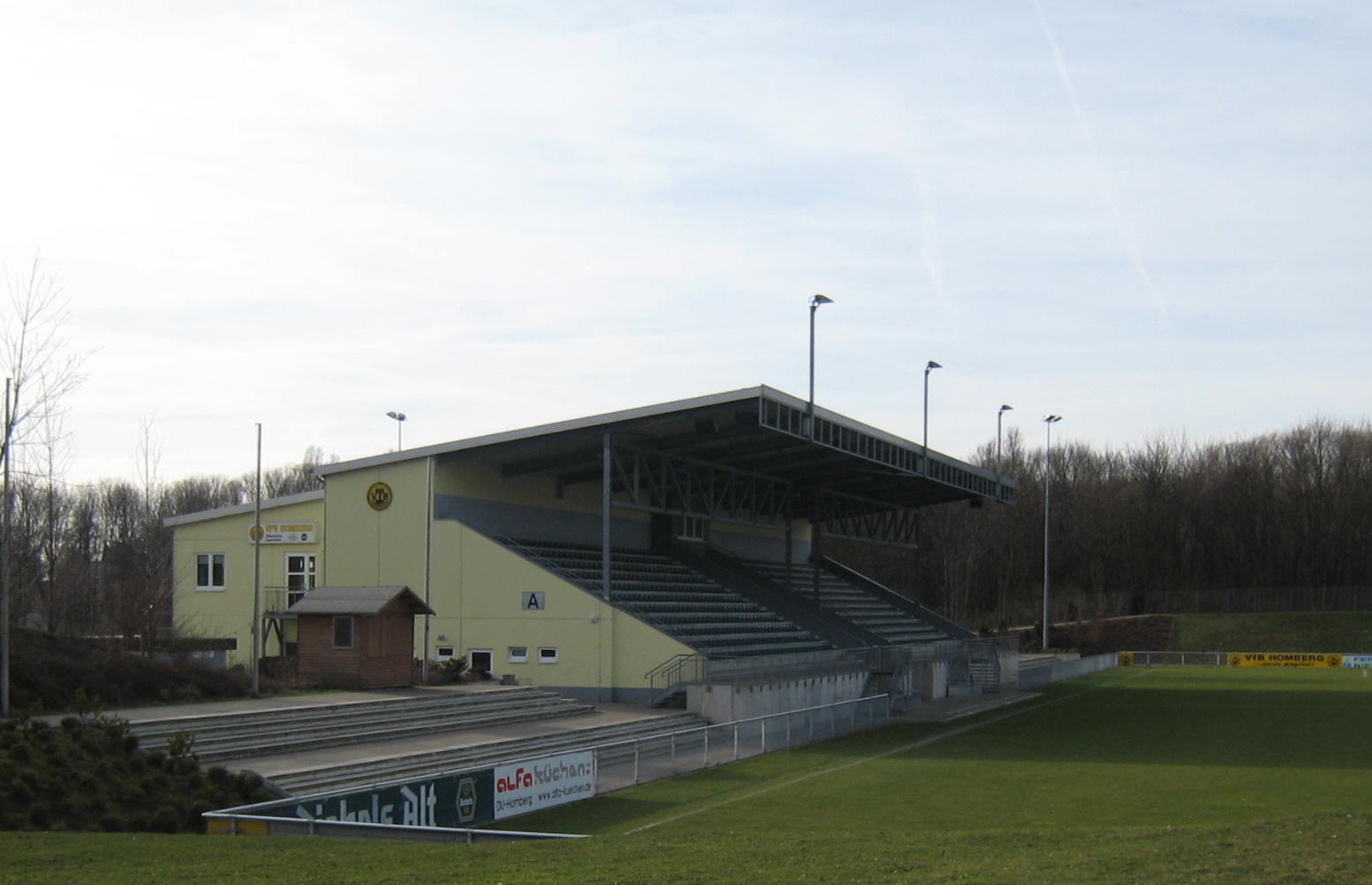
Tribune du stade

Depuis 2003, la communauté a élu domicile à Duisburg-Homberg, et partage le stade avec le club du VfB Homberg. Le stade peut accueillir plus de 3 000 spectateurs.